# 駒井朝温
駒井朝温（こまい　ともあつ、文政6年(1823年) - 明治29年(1896年)）は、幕末の旗本（領地は上野国連取等）。

## 生涯
父は駒井兜十郎。官位は、従五位下山城守、甲斐守。玉虹と号する。
西丸目付、本丸目付等を務め、安政5年（1858年）5月26日、軍政改革掛ならびに外国貿易取調掛に起用される。
この時期論じられた13代将軍徳川家定の継嗣問題について、御三卿の一つである一橋徳川家の当主・徳川慶喜（のちの15代将軍）を推した一橋派の考えだった。
万延元年（1860年）3月4日、老中松平乗全、若年寄遠藤胤統、寺社奉行本庄宗秀、大目付久貝正典、江戸町奉行池田頼方、勘定奉行山口直信とともに桜田門外の変において吟味掛となった。同年12月大目付となる。
文久2年（1862年）8月24日小姓組番頭となったが、同年11月、井伊直弼のもと安政の大獄に関わったとして蟄居を免じられた。元治元年（1864年）6月29日に歩兵頭となり、同年7月21日大目付に復し同年8月11日勘定奉行となり、12月19日再び大目付となり、その後講武所奉行並となる。
慶応元年（1865年）2月、長州征伐における長州藩主・毛利敬親父子、三条実美ら五卿の江戸拘引において、護送の命を受けたが、其の使命の遂げ難い状況であることから幕命を固辞、職を免じられた。5月11日歩兵奉行となり6月19日迄務めた。11月2日再び勘定奉行となる。
慶応2年（1866年）7月3日大目付となり、慶応3年1月19日より陸軍奉行並となり1月28日迄務めた。慶応4年（1868年）3月、江戸幕府終焉とともに公職を去った。明治29年（1896年）に73歳で死去した。

## 系譜
- 祖父：駒井正明（政太郎、右京）
- 父；駒井朝輝（兜十郎、左京、松平左金吾定寅の三男、駒井正明の婿養子）
- 二男：小栗忠道（小栗忠順の養子で、小栗忠順が斬首された翌日に上野国高崎で斬首された。）
- 三男：小栗忠祥（忠順の遺児国子が成人し結婚する迄小栗家を継いでいる。）
- 四男：駒井朝充
- 五男：駒井忠祥